# Karel Řezníček
Karel Řezníček (13. října 1898 Jindřichovice – 12. srpna 1942 Auschwitz) byl československý důstojník, účastník protinacistického odboje v období druhé světové války a oběť nacismu.

## Život

### Před první světovou válkou
Karel Řezníček se narodil 13. října 1898 v Jindřichovicích na Jihlavsku v rodině krejčího Josefa Řezníčka a Františky, rozené Tománkové. Mezi lety 1910 a 1913 vychodil měšťanskou školu v Želetavě a poté se živil jako obchodní příručí ve Znojmě.

### První světová válka
Karel Řezníček byl do c. a k. armády povolán v květnu roku 1916. Po absolvování základního výcviku v Jihlavě byl odeslán na ruskou frontu, kde do října 1917 působil jako velitel družstva. Stejnou funkci následně zastával i na frontě italské a to do doby svého zranění. Po rekonvalescenci poté sloužil od února 1918 až do konce první světové války jako pomocník v plukovní kanceláři.

### Mezi světovými válkami
Po návratu do Československa se Karel Řezníček 12. listopadu 1918 přihlásil do nově vznikající Československé armády, konkrétně začal sloužit u pěšího pluku 81 v Jihlavě. Se svou jednotkou se zúčastnil obsazování hranic jižní Moravy, bojů s Maďary a služby na Těšínsku. Po návratu do Jihlavy absolvoval mezi lety 1920 a 1921 dva ročníky obchodní pokračovací školy. Mezi říjnem 1921 a srpnem 1923 studoval na Vojenské akademii v Hranicích, kde se stal nejlepším studentem ročníku, a poté aplikační školu v Milovicích, kterou ukončil v červenci 1924. Poté se vrátil zpět do Jihlavy, kde působil jako velitel čety. Dále si zvyšoval kvalifikaci absolvováním dalších odborných kurzů, následně jako velitel čety působil v Jindřichově Hradci a Třeboni, od roku 1928 pak v Terezíně. Mezi roky 1929 a 1931 souběžně vyučoval ve škole pro důstojníky pěchoty v záloze v Litoměřicích. Od roku 1931 do roku 1934 studoval na Vysoké škole válečné v Praze, kterou ukončil opět mezi nejlepšími z ročníku. Následně sloužil na velitelství 5. divize v Českých Budějovicích jako přednosta 2. a poté 3. oddělení divizního štábu. Dne 31. července 1935 byl přeložen mezi důstojníky generálního štábu, poté působil jako velitel roty u pěšího pluku 29 v Jindřichově Hradci. Na podzim 1936 absolvoval stáž u vyšších velitelství rumunské královské armády, poté působil až do konce kariéry v Československé armádě na hlavním štábu v Praze jako přednosta jižní sekce (Rumunsko, Itálie, Balkán). Během všeobecné mobilizace na podzim 1938 zastával funkci ubytovatele 2. oddělení štábu Hlavního velitelství ve Vyškově. Dosáhl hodnosti majora.

### Druhá světová válka
Po německé okupaci v březnu 1939 a rozpuštění Československé armády pracoval Karel Řezníček jako úředník na okresním úřadu v Jindřichově Hradci. Okamžitě vstoupil do protinacistického odboje v řadách Obrany národa jako spolupracovník zpravodajského oddělení jejího Ústředního vedení. Dne 15. prosince 1939 byl v Českých Budějovicích zatčen gestapem. Vězněn byl postupně na Pankráci, Drážďanech, Cvikově, Gollnowě a berlínské věznici Alt-Moabit. Ve dnech 21. a 22. listopadu 1941 s ním a s dalšími proběhl lidový soud, ve kterém byl za přípravu velezrady odsouzen ke dvěma letům vězení. Nízký trest byl způsoben naprostým nedostatkem důkazů. Přestože měl trest fakticky již odsezený, propuštěn nebyl, místo toho byl převezen opět na Pankrác a poté do terezínské Malé pevnosti. V červnu 1942 byl s poznámkou "návrat nežádoucí" odeslán do koncentračního tábora v Auschwitz, kde 12. srpna téhož roku z neznámých příčin zemřel.

## Ocenění

### Vyznamenání
- Řád jugoslávské koruny třídy rytíř

### Posmrtná ocenění
- Karlu Řezníčkovi byl in memoriam udělen Československý válečný kříž 1939
- Karel Řezníček byl v roce 1948 in memoriam povýšen do hodnosti plukovníka generálního štábu